# Gugulethu
Gugulethu (escrit també Guguletu) és un township de Sud-àfrica, situada en els Cape Flats a 15 km a l'est de Ciutat del Cap. És administrat per la municipalitat metropolitana de Ciutat del Cap.

## Etimologia
El nom de Gugulethu és una contracció de igugu lethu que significa el nostre orgull en xosa.

## Localització
Gugulethu està situat al suburbi de l'aeroport internacional del Cap, al sud de la N2 i del barri de Matroosfontein.
La carretera principal que travessa el township és Steve Biko Drive (antigament NY1 per a Native Yard 1).

## Barris
El township de Gugulethu es divideix en 9 sectors: Barcelona, Europa, Gugulethu SP, Kanana, Lusaka, New Rest, Phola Park, Vukuzenzele i Zondi

## Demografia
Segons el cens de 2011, Gugulethu té 98.468 habitants, essencialment descendents de la comunitat bantú (98,58 %) de llengua xhosa (88,56 %). Els coloureds representen 0,87 % dels habitants i els blancs aproximadament 0,04 % dels residents.

## Història
El township de Gugulethu, creat l'any 1958, es deia en principi Nyanga West i era una extensió del township veí de Nyanga. Tots dos van ser establerts als anys 1950 i 1960 en aplicació del Group Areas Act per allotjar les poblacions negres a part dels altres grups de població (blancs, coloureds). Destinat primer a allotjar els nous treballadors emigrants originaris del Transkei i del Ciskei, Gugulethu i Nyanga anaven a servir també a descongestionar l'únic township fins llavors existent per als negres a la regió del Cap, que era el de Langa. Gugulethu i Nyanga havien d'acollir també moltes persones expulsades de zones re-classificades blanques de ciutat del Cap com les que residien al Districte Sis o de barris com Windermere reservats a la població coloured.
Gugulethu va ser un focus de contestació de l'apartheid on reclutaven moviments com el Congrés Nacional Africà (ANC) i el Congrés Panafricanista d'Azània (PAC). Al març de 1986, set membres de Umkhonto We Sizwe, la branca bèl·lica de la ANC, van ser morts per la policia en una emboscada (els 7 de Gugulethu). El 2 de novembre de 2020 va tenir lloc la massacre de Gugulethu, un tiroteig massiu que va causar 8 morts.

## Situació social
Gugulethu és un barri molt difícil que pateix pobresa, criminalitat i atur.

## Política
Els barris de Gugulethu comparteixen l'11è districte (sub council 11) i el 14è districte del Cap (sub council 14). Comparteixen igualment sis circumscripcions municipals:
- la circumscripció municipal numero 38 (Gugulethu - Nyanga) l'edil de la qual és Luvuyo Zondani (ANC).[5]
- la circumscripció municipal no 40.
- la circumscripció municipal no 41 l'edil de la qual és Maneli Msindwana (ANC).[6]
- la circumscripció municipal no 42 (Gugulethu - Manenberg al sud de The Downs Road, a l'est de Duinefontein Road, al nord de Lansdowne Road, a l'oest de Vygekraal Road) l'edil de la qual és Coetzee Ntotoviyane (ANC).[7]
- la circumscripció municipal no 44 (Gugulethu - Heideveld - Vanguard - Welcome) l'edil de la qual és Anthony Moses (DA)[8]
- la circumscripció municipal no 45 l'edil de la qual és Siyabulela Mamkeli (DA).[9]

## Personalitats lligades a aquest township
- Sindiwe Magona, autora[10]
- Mamela Nyamza, ballarina i coreògrafa[11]